# The Hustle (Van McCoy)
The Hustle è un singolo del 1975 del cantautore disco statunitense Van McCoy e della Soul City Symphony.
Il brano raggiunse la prima posizione nelle classifiche statunitensi dei singoli pop e dei singoli soul nell'estate del 1975, comparendo inoltre nella top 3 della UK Singles Chart e nella top 10 dei singoli in Australia.
Il grande successo della canzone, testimoniato da più di un milione di copie vendute, le valse anche un Grammy Award per la migliore performance strumentale pop nel 1976.
Caratteristica e' l alternanza di fiati , con assoli di flauto in funzione ritmica , con ensemble di archi e fiati orchestrali con tempo disco-dance.